# Melaleuca oxyphylla
Melaleuca oxyphylla är en myrtenväxtart som beskrevs av Carrick. Melaleuca oxyphylla ingår i släktet Melaleuca och familjen myrtenväxter.
Artens utbredningsområde är Sydaustralien. Inga underarter finns listade i Catalogue of Life.